# Холланд, Изабель
Изабель Кристиан Холланд (англ. Isabelle Christian Holland, 16 июня 1920, Базель — 9 февраля 2002, Нью-Йорк, Нью-Йорк) — американская писательница художественной литературы для детей и взрослых. Она писала готические романы, детективы для взрослых, романтические триллеры и множество книг для детей и молодёжи.

## Жизнь и карьера
Холланд родилась в Базеле, Швейцария. Её отец был американским консулом в Ливерпуле, Англия, во время Второй мировой войны. Из-за войны Изабель в 1940 году переехала в США. Она училась в Тулейнском университете, а также была членом международного женского братства Kappa Alpha Theta. В качестве директора по рекламе Липпинкотт она курировала рекламу «Убить пересмешника» и подружилась с писательницей Харпер Ли. Она написала более 50 книг и работала до самой смерти в возрасте 81 года в Нью-Йорке.
Книги Холланд для детей и молодёжи посвящены множеству сложных и/или противоречивых тем — смерти, изнасилованию, инцесту, подростковой беременности, сексуальному насилию и гомосексуализму. Повторяющиеся темы в её книгах для взрослых и детей включают разрушительное воздействие алкоголизма на семьи, а также исцеляющую и искупительную силу животных.
Её литературные архивы находятся в Собрании детской литературы де Граммонда в Университете Южного Миссисипи и в Собрании детской литературы Керлана в Университете Миннесоты.
Два её романа были экранизированы:
- Удар в ночи[англ.]
- Человек без лица

Эти романы посвящены проблемам или обвинениям в педофилии.

## Произведения
- (1953) "The Fortune Hunter". Collier’s, Jan 24, pp. 32–39.
- (1967) Cecily
- (1970) Amanda's Choice
- (1972) The Man Without a Face
- (1973) Heads You Win Tails I Lose
- (1974) Trelawny
- (1975) Of Love and Death and Other Journeys
- (1975) Kilgaren
- (1975) Moncrieff
- (1976) Trelawny's Fell
- (1976) Standish Place
- (1977) Alan and the Animal Kingdom
- (1977) Darcourt
- (1977) Hitchhike
- (1978) The DeMaury Papers
- (1978) Dinah and the Green Fat Kingdom
- (1978) Grenelle
- (1978) Journey for Three
- (1978) Ask No Questions
- (1979) Tower Abbey
- (1979) The Marchington Inheritance
- (1980) Now Is Not Too Late
- (1980) Counterpoint
- (1981) Counterpart
- (1981) Summer of My First Love
- (1981) The Lost Madonna
- (1982) Abbie's God Book
- (1982) A Horse Named Peaceable
- (1983) The Empty House
- (1983) God, Mrs. Muskrat and Aunt Dot
- (1983) Perdita
- (1983) After the First Love
- (1984) Kevin's Hat (fiction)
- (1984) A Death at St. Anselm's
- (1984) Green Andrew Green
- (1984) The Island
- (1985) Jenny Kiss'd Me
- (1986) Henry and Grudge
- (1987) Toby the Splendid
- (1987) The Christmas Cat
- (1987) Love and the Genetic Factor
- (1988) Love and Inheritance
- (1988) Удар в ночи[англ.]
- (1989) The Easter Donkey
- (1989) A Fatal Advent
- (1989) The Unfrightened Dark
- (1990) The Journey Home
- (1990) Thief
- (1991) Search
- (1991) The House in the Woods
- (1994) Behind the Lines
- (1995) Family Trust
- (1996) The Promised Land
- (1999) Paperboy